# Есла
Есла (на испански: Río Esla е река в Северозападна Испания (автономна област Кастилия и Леон), десен приток на Дуеро, с дължина 285 km и площ на водосборния басейн 16 163 km².

## Географска характеристика
Река Есла води началото си на 1491 m н.в. от северното подножие на масива Мамподре (2190 m), на южния склон на Кантабрийските планини, в североизточната част на провинция Леон, автономна област Кастилия и Леон. До град Градефес е типична планинска река с тясна и дълбока долина и бързо течение. След това навлиза в северозападната част на обширното Старокастилско плато, като тук тече в южна посока в дълбоко всечена в платото долина, но с малка денивелация и спокойно течение. До изграждането на язовира „Рикобайо“ се е вливала отдясно в река Дуеро, на 597 m н.в., на 25 km западно от град Самора, а сега близо 70 km от долното ѝ течение е „удавено“ от водите на язовира и се влива в дългия и тесен Есласки залив на водохранилището.
Водосборният басейн на Есла обхваща площ от 16 163 km², което представлява 16,61% от водосброния басейн на Дуеро. Речната мрежа е едностранно развита, като по-дълги и по-пълноводни са десните притоци, независимо, че най-дълъг е левият ѝ приток Сеа. На югозапад, изток и югоизток водосборният басейн на Есла граничи с водосборните басейни на реките Сабор, Туа, Писуерга и Валдерадуей (десни притоци на Дуеро), а на северозапад и север – с водосборните басейни на реките Миньо, Налан, Дева и други по-малки, вливащи се директно в Атлантическия океан.
Основни притоци:
- леви – Сеа (163 km, 2005 km²);
- десни – Порма (85 km, 1147 km²), Бернесга (83 km, 1092 km²), Рио Туерто (162 km, 4995 km²), Тера (140 km, 2412 km²), Алисте (72 km, 658 km²).[1]

Река Есла има предимно дъждовно подхранване и ясно изразено зимно и пролетно пълноводие (от ноември до май). Средният годишен отток в долното течение е около 250 m³/sec.

## Стопанско значение, селища
Река Есла има важно хидроенергийно и иригационно значение. Водите ѝ, вливащи се в язовира „Рикабойо“, се използват за производство на електроенергия на мощната ВЕЦ „Рикабойо“. В средното и долното ѝ течение голяма част от водите ѝ се отклоняват по големия напоителен канал Есла за напояване на обширните земеделски земи в провинциите Леон и Самора.
Долината на Есла е гъсто заселена, като най-големите селища са градовете Градефес и Бенавенте.